# 针绣花边

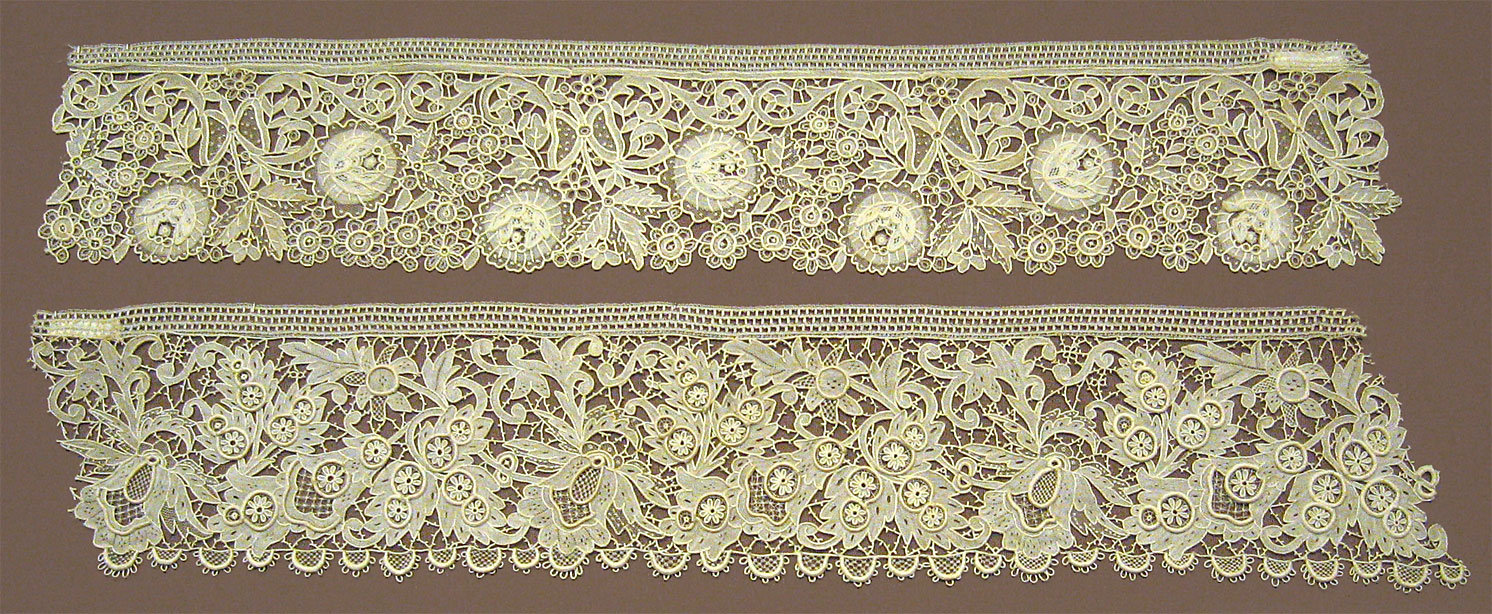
1884年来自德国厄尔士山脉的针绣花边，陈列于维多利亚和阿尔伯特博物馆

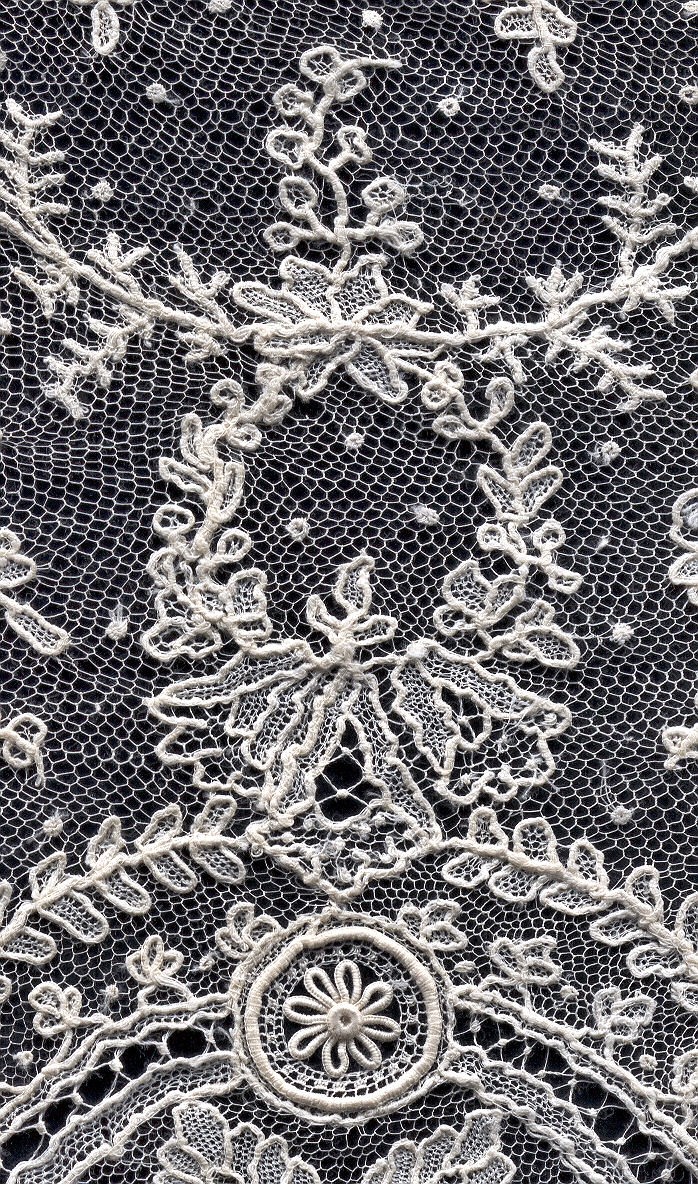
针绣花边细节

针绣花边（英文：Needle Lace）是一种使用针和线编制出数百个小针脚的花边。

## 起源
针绣花边的起源可以追溯到15世纪的刺绣。挖花边和抽绣的发展是为了增加白底刺绣的趣味，这些技术的频繁使用导致了针绣花边的出现。  :56–57另一种论调认为，针绣花边的发展是在16世纪，在意大利，同样源于刺绣，诞生了一种称为针绣挖花花边的亚麻镂空技术。 当时的意大利贵族为了炫耀自己的财富，喜欢穿着带有刺绣和辫子装饰的华丽布料。随着数个世纪的发展，从织物上裁剪下小块区域以突出刺绣花边的做法被更大面积的剪裁所取代。镂空花边依靠垂直和水平方向的余线，留下正方形和长方形，从而形成几何图案。  :17
据官方记录记载，威尼斯在1400年代是针绣花边制作的中心。 1500年代，市政府官员颁布法令，禁止威尼斯的年轻人在年满25岁之前穿着蕾丝 :57–58。蕾丝是一种珍贵的财产，出现在当时人们的资产清单中。 :57–58 威尼斯花边从巴洛克风格中引入了丰富的形式、透视和节奏感，并从东方引入了重复的植物装饰主题，从而创造出一种运动的效果，与当时流行的静态蕾丝印象大相径庭。 
这些针绣花边的进口价值巨大，而且只有在威尼斯才能买到。 当时的法国蕾丝业虽然规模庞大，但缺乏明确的风格，在贸易方面落后于佛兰德斯和意大利。 无论路易十四的贸易和财政大臣让-巴蒂斯特·科尔贝尔发布多少次禁令，无视禁令的蕾丝佩戴者还是络绎不绝。 科尔贝尔展示了他的组织和改革能力，1665年8月5日，国王签署了一份公告，在一定数量的城市建立“皇家蕾丝工厂”，并向科尔贝尔选择的管理者发放补助金。 这些皇家蕾丝工厂努力并成功地生产出了威尼斯针绣花边的仿制品，在1660年至1670年间，法国针绣花边与威尼斯花边很难再区分开来。
1700年左右，流行趋势发生了变化，人们更青睐柔软轻盈的花边，于是出现了阿兰松花边。 阿兰松花边的特点是网眼简单而多变，用纽孔针迹缝制线束。 阿兰松的邻居阿让廷在1730年至1750年间也生产了一种密实的阿让廷花边，但在1750年之后，这两种花边就无法区分了。法国大革命动乱后，革命政府和拿破仑一世鼓励蕾丝产业的发展，但由于优越性的丧失和廉价梭边蕾丝的流行，真正的针绣花边生产荡然无存。
从19世纪末开始，蕾丝业逐渐走向机械化，肉眼无法分辨机器和手工制品。 机器制的针绣花边可以巧妙地模仿任何一种花边。 手工制作的花边是一件艺术品，一些较古老的针绣花边被博物馆和私人收藏。
从20世纪起，除了殖民地生产的手工针绣花边外，几乎完全由机器制作。第二次世界大战几乎彻底消灭了欧洲的手工蕾丝，少数人制作针绣花边是为了自己使用和欣赏。

## 材料
通过在坚硬的背景（如厚纸）上固定较重的引导线，然后再用可拆线的针法进行缝制。然后使用各种针法——最基本的是各种纽孔针迹或毛毡边缝——将作品缝制起来。当整个区域都被缝线覆盖时，剩下的针迹就会松开，花边就会从纸上脱落。
针绣花边还用于在挖花边中制作填充物或插入物。

## 结构
在其基本形式中，唯一使用的设备和材料是针、线和剪刀。